# Magnus Persson (präst)
Magnus Persson född 1973 är en svensk pingstpastor, präst och författare.

## Biografi
Persson beskriver hur han i övre tonåren fick en personlig frälsningsupplevelse som ledde vidare till studier på bibelskola och senare tjänst som pingstpastor. Han ledde i slutet av 1990-talet organisationen Ny generation som blev känd för storslagna kristna event riktade mot ungdomar. Han var till exempel initiativtagare till och medarrangör av evenemanget Rock the Globe den 27 oktober 2000 i Globen som beskrivits som "en Jesusfest med 10 000 ungdomar i Globen".
År 2000 startade han pingstförsamlingen United i Malmö, som blev nyskapande med att kommunicera kristen tro till människor med liten kännedom om kyrkan, och har beskrivits som en "karismatisk partykyrka". Kyrkan har inspirerat och påverkat flera församlingar i pingströrelsen både i Sverige och Norge.
Trots stora framgångar upplevde Persson en rotlöshet som ledde honom att söka djupare i både teologi och kyrkohistorien, där han kom att fördjupa sig i bland annat Luther och Carl Olof Rosenius. Detta ledde fram till att han i början av 2019 lämnade sin pastorstjänst i United, och i januari 2019 vigdes han i Lunds domkyrka till präst i Svenska kyrkan av biskop Johan Tyrberg. Han är sedan 2021 präst och inspiratör inom EFS - Evangeliska Fosterlandsstiftelsen med uppdrag som samverkanssekreterare mellan Svenska kyrkan och EFS.